# سوامي فيفي كاناندا
سوامي فيفيكانادا (بالبنغالية: [ʃami bibekanɔndo](استمع )؛ 12 يناير 1863 – 4 يوليو 1902)، وُلد باسم ناريندراناث داتا (بالبنغالية: [nɔrendronatʰ dɔto])، كان راهبًا هندوسيًا هنديًا، وكان كبير تلامذة الصوفي الهندي من القرن التاسع عشر راماكريشنا. كان شخصيةً رئيسةً في إدخال فلسفات الفيدانتا واليوجا إلى العالم الغربي ويعود له الفضل في زيادة الوعي للحوار بين الأديان، وفي تعزيز وضع الهندوسية لتكون من الديانات العالمية الرئيسية في أواخر القرن التاسع عشر. كان قوةً هامةً في إحياء الهندوسية في الهند، وساهم في مفهوم القومية الهندية باعتباره أداةً لمحاربة الإمبراطورية البريطانية في الهند المستعمرة. أسس فيفيكانادا راماكريشنا الرياضيات وبعثة راماكريشنا. قد يكون أكثر ما اشتهر به هو خطابه الذي بدأ بكلمات - «أخواتي وإخواني في أمريكا...،» الذي قدَّم في الهندوسية في مؤتمر أديان العالم في شيكاغو عام 1893.
وُلد لعائلةٍ ارستقراطية بنغالية كاياسثية من كلكتا، وكان فيفيكانادا يميل نحو الروحانية. تأثَّر بمعلمه، راماكريشنا، الذي تعلَّم منه أن جميع الكائنات الحية هي تجسيد للذات الإلهية؛ ولهذا، يمكن تقديم الخدمة لله عن طريق خدمة الجنس البشري. وبعد وفاة راماكريشنا، قام فيفيكانادا بجولة في شبه القارة الهندية بشكل موسع واكتسب معرفة مباشرة عن الظروف السائدة في الهند البريطانية. ثم سافر لاحقًا إلى الولايات المتحدة، ومثَّل الهند في مؤتمر أديان العالم لعام 1893. ألقى فيفيكانادا مئات المحاضرات والدروس العامة والخاصة، ونشر مبادئ الفلسفة الهندوسية في الولايات المتحدة، وإنجلترا وأوروبا. يُعتبر فيفيكانادا في الهند قديسًا وطنيًا، ويوم الشباب الوطني هو احتفالٌ بعيد ميلاده.

## النشأة (1863–1888)

### ولادته وطفولته
وُلد فيفيكانادا باسم ناريندراناث داتا (ناريندرا أو نارين للاختصار) في عائلة بنغالية في بيت أجداده في شارع 3 جورموهان موخيرجي في كلكتا، والتي كانت عاصمة الهند البريطانية، بتاريخ 12 يونيو 1863 خلال مهرجان ماكار سانكرانتي. انتمى لعائلة تقليدية وكان واحدًا من بين تسعة أشقاء. كان والده فيشواناث داتا محاميًا في محكمة كلكتا العليا. وكان جده دورغاتشاران داتا عالمًا في اللغة السنسكريتية والفارسية والذي كان قد ترك عائلته وأصبح راهبًا بعمر الخامسة والعشرين. كان والدته بهوفانيشوارى ديفي ربة منزل متدينة. ساعد السلوك العقلاني والتقدمي لوالد نيريندرا والطبع المتدين لوالدته في تشكيل تفكيره وشخصيته.
كان ناريندراناث مهتمًا بالروحانية منذ سن مبكرة واعتاد على التأمل أمام صور الآلهة مثل شيفا، وراما، وسيتا، وماهافير هانومان. كان مولعًا بالزاهدين والرهبان المتجولين. كان نارين شقيًا ومشوشًا عندما كان طفلًا، وكان من الصعب على والديه التحكم به. وقالت والدته، «صلَّيت إلى شيفا ليكون لي ولد وقد أرسل لي أحد شياطينه».

## تعليمه
في عام 1871، وبعمر الثامنة، تسجَّل نارينداراث في المعهد الحضري لإيشوار تشاندرا فيدياساغار، حيث ذهب إلى المدرسة إلى حين انتقال عائلته إلى رايبور عام 1877. في عام 1879، وبعد عودة عائلته إلى كلكتا، كان الطالب الوحيد الذي حصل على علامات الدرجة الأولى في امتحان دخول جامعة بريزدنسي. كان قارئًا متعطشًا في مجموعة واسعة من المواضيع، من ضمنها الفلسفة، والدين، والتاريخ، والعلوم الاجتماعية، والفن والأدب. كان مهتمًا كذلك بالنصوص المقدسة الهندوسية، والتي شملت الفيداز، والأبانيشاد، والبهاغافاد غيتا، والرامايانا، والمهابهاراتا والبورانا. تدرَّب ناريندرا على الموسيقى الهندية الكلاسيكية، وشارك بشكل منتظم في التدريب البدني، والرياضات ونَظَّم فعاليات. درس ناريدنرا المنطق الغربي، والفلسفة الغربية والتاريخ الأوروبي في معهد الجمعية العامة (الذي يُعرف الآن باسم كلية الكنيسة الإسكتلندية). نجح بامتحان الفنون الجميلة لعام 1881، وحصل على شهادة بكالوريوس الآداب عام 1884. درس ناريندرا أعمال ديفيد هيوم، وإمانويل كانت، ويوهان غوتليب فيشته، وباروخ سبينوزا، وجورج دبليو. إف هيغل، وأرتور شوبنهاور، وأوغست كونت، وجون ستيوارت مل وتشارلز داروين. أصبح مولعًا بالمذهب التطوري لهربرت سبينسر وتراسل معه، وترجم كتاب سبينير تعليم (1861) إلى اللغة البنغالية. وبينما دَرس الفلاسفة الغربيين، تعلَّم أيضًا النصوص السنسكريتية والأدب البنغالي.
كتب ويليام هاستي (مدير كلية كرستيان، كلكتا، التي تخرَّج منها نيريندرا)، «نيريندرا عبقري حقًا. لقد سافرت لكل مكان ولكنني لم ألتقي أبدًا بفتى يحمل مواهبه وإمكانياته، وحتى في الجامعات الألمانية، وبين الطلاب الفلسفيين. لا بد له أن يترك بصمته في الحياة.
كان نيريندرا معروفًا بذاكرته المذهلة وقدرته على سرعة القراءة. وذُكرت عدة وقائع كأمثلة. في حديث، اقتبس في إحدى المرات صفحتين أو ثلاثة من مذكرات بكوك. ويُذكَر حادث آخر في نقاشه مع شخص سويدي حين قدَّم مصدرًا لبعض التفاصيل عن التاريخ السويدي التي اعترض عليها السويدي مُسبقًا ولكنه اعترف بها لاحقًا. في واقعة أخرى مع الدكتور بول دوسن في كييل في ألمانيا، كان فيفيكانادا يراجع بعض الأعمال الشعرية ولم يرُد عندما تلكم مع الأستاذ. ولاحقًا، اعتذر من دوسن وشرح أنه كان مأخوذًا جدًا بالقراءة ولذلك لم يسمعه. لم يكن الأستاذ راضيًا عن هذا الشرح ولكن فيفيكانادا اقتبس وشرح أبياتًا بالنص تاركًا الأستاذ مصعوقًا لقدرة ذاكرته. في إحدى المرات، طلب بعض الكتب للسير جون لوبوك من مكتبة وأعادهم في اليوم التالي مُدعيًا أنه قرأهم. رفض امين المكتبة تصديقه إلى أن أقنعه استجوابُ حضوري حول محتويات الكتب بأن فيفيكانادا كان صادقًا.
وقد وَصفت بعض السجلات ناريندرا باسم شروتيدهارا (شخص بذاكرة استثنائية).

## التلمذة الروحية - تأثير براهمو ساماج
انضم ناريندرا عام 1880 إلى نافا فيدهان لكيشاب تشاندرا سين، والتي أسسها سين بعد لقائه براماكريشنا وغير دينه مجددًا من المسيحية إلى الهندوسية. أصبح ناريندرا عضوًا في محفل الماسونية «في وقت ما قبل عام 1884» وفي السادهاران براهمو ساماج في العشرينيات من عمره، وهي فصيل منشق من براهمو ساماج بقيادة ميشاب تشاندرا سين وديبيندراناث تاغور. كان منذ عام 1881 وحتى 1884 ناشطًا في منظمة باند أوف هوب الخيرية، التي حاولت ثني الشباب عن التدخين وشرب الكحول.
كان محيط الدائرة الاجتماعية هذا هو الي أصبح فيه ناريندرا مُطَّلعًا على الباطنية الغربية. كانت مفاهيم براهمو هي التي شكلت معتقداته الأولية، والتي شملت الاعتقاد بإله غير شكلي واستنكار الوثنية، و«لاهوت مُنظَّم، منطقي، توحيدي ملون بقوة بواسطة قراءة الأبانيشاد والفيدانتا الانتقائية والحديثة». سعى رام موهان روي، مؤسس البراهمو ساماج الذي كان متأثرًا بقوة بالتوحيدية نحو تفسير كوني للهندوسية. وقد «عُدِّلت» أفكاره «بشكل كبير» بواسطة ديبيندراناث تاغور، الذي كان له منهج رومانسي لتطوير هذه المعتقدات الجديدة، وشكك في المعتقدات الهندوسية المركزية مثل تناسخ الأرواح والكارما، ورفض حكم الفيدا. جعل تاغور كذلك «الهندوسية الجديدة» هذه أكثر اتساقًا مع الباطنية الغربية، وهو التطوير الذي أيَّده كيشوب تشاندرا سين. كان سين متأثرًا بالفلسفة المتعالية، وهي حركة فلسفية دينية أمريكية مرتبطةً بشكل قوي مع التوحيدية، والتي شددت على التجربة الدينية الشخصية أكثر من مجرد التفكير واللاهوت. سعى سين إلى «روحانية سهلة الوصول إليها، وغير قابلة للتنازل، وتناسب كل البشر»، وأدخل «طرح أنظمة التدريب الروحاني» والذي يُمكن اعتباره نماذجًا أوليةً لنوع تمارين اليوجا التي عممها فيفيكانادا في الغرب.
يُمكن رؤية نفس البحث عن الحدس والفهم المباشر مع فيفيكانادا. وصل ناريندرا إلى «السؤال الذي ميَّز البداية الحقيقية لبحثه الفكري عن الله»، لعدم رضاه عن معرفته بالفلسفة. سُئل عدة سكانين بارزين في كلكتا إذا ما كانوا قد «قابلوا الإله وجهًا لوجه»، ولكن لم يقنعه أيٌ من أجوبتهن. في هذا الوقت، التقى ناريندرا بديبيندراناث تاغور (قائد البراهمو ساماج) وسأله إذا ما كان قد رأى الله. وبدلًا من الإجابة على سؤاله، قال تاغور «ولدي، لديك عيون اليوجي». وببحسب بانهاتي، كان راماكريشنا هو الذي أجاب حقًا عن سؤال ناريندرا، بقوله «نعم، أراه وأراك، فقط بإحساس أقوى بشكل غير محدود». وبالرغم من ذلك، تأثر فيفيكانادا بالبراهمو ساماج وأفكاره الجديدة أكثر من راماكريشنا. كان تأثير سين هو الذي جعل فيفيكانادا على اتصال تام مع الباطنية الغربية، وكان قد التقى براماكريشنا عن طريق سين ايضًا.

## فلسفته وتعاليمه
صرح فيفي كاناندا أن فلسفة أديتا فيدانتا لآدي شانكارا قد عبّرت على أفضل نحو عن جوهر الهندوسية. ومع ذلك فإنه اتبع راماكريشنا في اعتقاده بأن المطلق موجود بشكل مُحايد ومتعالٍ في نفس الوقت، وهو الأمر المناقض لأديتا فيدانتا. ووفقًا لما قاله آنيل سوكلال فإن الأديتا الجديدة لفيفي كاناندا قد وفقت بين الثنائية وبين اللاثنائية. ولخص فيفي كاناندا الفيدانتا كما يلي؛ بعد أن أعطاها تفسيرًا عالميًا وحديثًا:
كل نفس تمتلك القدرة على أن تكون إلهية. والهدف هو بيان تلك الألوهية من الداخل عبر التحكم في الطبيعة الداخلية والخارجية. ويتم ذلك إما من خلال العمل أو العبادة أو التربية العقلية أو الفلسفة -فعن طريق واحدة أو أكثر من كل ذلك- تكون حرًا. هذا هو كل الدين، وما المذاهب أو المعتقدات الجامدة أو الطقوس أو الكتب أو المعابد أو الأشكال، إلا مجرد تفاصيل ثانوية.
كان موضوع القومية من الموضوعات البارزة في فكر فيفي كاناندا. اعتقد أن مستقبل بلد ما يعتمد على شعبه، إذ تُركز تعاليمه على التنمية البشرية. لقد أراد إطلاق آلية من شأنها استحضار الأفكار النبيلة على عتبة أبواب أكثر الناس فقرًا وبخلًا.
وقد ربط فيفي كاناندا بين الأخلاق وبين التحكم في الذهن، إذ يرى سمات الصدق والتطهر والإيثار بوصفها مقوية للأخلاق. ونصح أتباعه بأن يكونوا ورعين وغير أنانيين وأن يتحلوا بالإيمان. دعم فيفي كاناندا البراهما شاريا، معتقدًا في كونها مصدرًا للفصاحة والقوة العقلية والبدنية. وأكد على أن النجاح يأتي نتيجة الفكر والعمل المُركز؛ فقال في محاضراته راجا يوجا: خذ فكرة واحدة واجعل من تلك الفكر محور حياتك، فكر بها واحلم بها وعش على تلك الفكرة. دع المخ والعضلات والأعصاب وكل جزء من جسمك يتشبع بتلك الفكرة، واترك أي فكرة أخرى بعيدًا. هذا هو طريق النجاح، وهذا هو طريق إنتاج كبار العظماء والروحيين.

## التأثير والتراث
كان فيفي كاناندا واحدًا من الممثلين الرئيسيين للفيدانتا الجديدة، وهي تفسير حديث لجوانب مختارة من الهندوسية بالتوافق مع تقاليد الصفوة (الباطنية) الغربية، ولا سيما الاتجاه المتعالي والفكر الجديد والتصوف الجديدين. كان إعادة تفسيره للفيدانتا ناجحًا للغاية، وهو بالفعل كذلك، فقد خلق فهمًا وتقديرًا جديدًا للهندوسية داخل وخارج الهند، وكان ذلك هو السبب الأساسي في الحماس لاستقبال اليوجا والتأمل الترانسندنتالي وكافة أشكال التنمية الذاتية الروحية الخاصة بالهند داخل الغرب. ويشرح ذلك أجيهاناندا باراتي فيقول: يستمد الهندوسي الحديث معرفة الهندوسية من فيفي كاناندا بشكل مباشر أو غير مباشر. وقد تبنى فيفي كاناندا فكرة أن جميع الطوائف داخل الهندوسية (وكافة الأديان) ما هي إلا مسارات مختلفة تصل إلى نفس الهدف. ومع ذلك انتُقدت تلك الرؤية بوصفها تبسيطًا مفرطًا 
بلور فيفيكاناندا النموذج القومي المثالي، في ضوء القومية الناشئة في الهند في ظل الحكم البريطاني. وعلى حد تعبير المصلح الاجتماعي تشارلز فرير أندروز: أعطت الوطنية الشجاعة لسوامي، لونًا جديدًا للحركة القومية في كل أنحاء الهند. وتعتبر مساهمة فيفي كاناندا في صحوة الهند الجديدة أكثرَ من أي مساهمات قد قُدمت من أي فرد آخر في تلك الفترة. وقد لفت فيفي كاناندا الانتباه إلى مدى الفقر المتفشي في البلد، وأصر على أن علاج هذا الفقر هو الشرط المسبق للصحوة الوطنية. وأثرت أفكاره القومية في العديد من المفكرين والقادة الهنود. إذ ينظر سري أوروبيندو إلى فيفي كاناندا بوصفه الشخص الذي أيقظ الجانب الروحي في الهند. واعتبره المهاتما غاندي من ضمن المصلحين الهندوسيين القليلين الذين حافظوا على هذا الدين الهندوسي في حالة مشرقة من خلال قطع الزوائد الميتة في التراث.

## روابط خارجية
- سوامي فيفي كاناندا على موقع الموسوعة البريطانية (الإنجليزية)
- سوامي فيفي كاناندا على موقع ميوزك برينز (الإنجليزية)